# Sevil Shhaideh
Sevil Shhaideh, née Geambec (en turc : Cambek) le 4 décembre 1964 à Constanța, est une femme politique roumaine membre du Parti social-démocrate (PSD).

## Biographie

### Formation et débuts professionnels
Elle étudie à la faculté de planification économique et de cybernétique de l'Académie d'études économiques de Bucarest. Elle y obtient un diplôme en 1987 et commence aussitôt à travailler au sein du projet de mécanisation agricole du județ de Constanța. En 1991 elle devient responsable des systèmes informatiques de la direction départementale du Travail et de la Protection sociale (DJMPS).

### Progression de carrière
Elle est recrutée deux ans plus tard au poste de directrice des systèmes informatiques du conseil de județ. Elle s'inscrit en 2005 à l'université Ovidius où elle suit un master en gestion des projets commerciaux. Diplômée en 2007, elle est promue cette année-là directrice générale des Projets du conseil de județ de Constanța. En parallèle, elle occupe les fonctions de coordonnatrice des travaux législatifs au sein de l'Union nationale des conseils de județ de Roumanie (UNJCR).

### Vie politique
Elle est choisie en 2012 comme secrétaire d'État du nouveau ministère du Développement régional et de l'Administration publique, dirigé alors par le social-démocrate Liviu Dragnea. Le 20 mai 2015, Sevil Shhaideh est nommée à 50 ans ministre du Développement régional et de l'Administration publique dans le quatrième gouvernement de coalition du Premier ministre social-démocrate Victor Ponta, à la suite de la démission de Dragnea. Elle est remplacée le 17 novembre suivant par l'indépendant Vasile Dîncu, du fait d'un changement de cabinet consécutif à la chute de Victor Ponta.
Le 21 décembre 2016, dix jours après la victoire des sociaux-démocrates aux élections législatives, elle est proposée par le PSD et l'Alliance des libéraux et démocrates (ALDE), majoritaires au Parlement, pour le poste de Premier ministre. Elle serait alors la première femme et la première personne de confession musulmane à exercer cette fonction. Dragnea, président du PSD, indique que « si elle est nommée, elle sera Première ministre mais la responsabilité politique me reviendra avant tout », ajoutant qu'elle « a une grande capacité de travail, la connaissance de l'administration publique, de l'absorption des fonds communautaires et des activités de tous les ministères ».
Toutefois, le président Klaus Iohannis refuse ce choix et invite la coalition gagnante des élections à proposer un nouveau candidat.
Les sociaux-démocrates lui substituent alors Sorin Grindeanu. Dans le gouvernement que celui-ci forme le 4 janvier 2017, elle est vice-Première ministre, ministre du Développement régional, de l'Administration publique et des Fonds européens.
Le 12 octobre 2017, elle démissionne à la suite d'un scandale de corruption. Paul Stănescu lui succède.

### Vie privée
Elle est de confession musulmane, issue de la communauté tatare par sa mère et turque de Roumanie par son père. Elle est mariée en secondes noces à Akram Shhaideh (en arabe : أكرم شهيدة), de nationalité syrienne, depuis 2011.